# Johannes Moser (Fußballspieler)
Johannes Mathias Moser (* 16. Jänner 2008 in Klagenfurt am Wörthersee) ist ein österreichischer Fußballspieler.

## Karriere

### Verein
Moser begann seine Karriere beim SK Treibach. Zur Saison 2019/20 wechselte er zum KAC 1909. Zur Saison 2021/22 wechselte er in die Akademie des FC Red Bull Salzburg, in der er in Folge sämtliche Altersstufen durchlief.
Im April 2025 gab er sein Debüt für Salzburgs Farmteam FC Liefering in der 2. Liga, als er am 23. Spieltag der Saison 2024/25 gegen die Kapfenberger SV in der Nachspielzeit für Oliver Lukić eingewechselt wurde.

### Nationalmannschaft
Moser spielte im November 2022 erstmals für eine österreichische Jugendnationalauswahl. Im September 2024 debütierte er gegen Finnland für die U-17-Mannschaft.